# Osterhagen
Osterhagen is een deel van de gemeente Bad Lauterberg im Harz in het landkreis Göttingen in 
Nedersaksen in Duitsland. Osterhagen ligt aan de Uerdinger Linie, in het traditionele gebied van de Nederduitse dialect Oostfaals. Osterhagen ligt niet ver van de grens van 
Thüringen.